# Konigsmark-Hollander-Berlin-Syndrom
Das Konigsmark-Hollander-Berlin-Syndrom oder Taubheit-Dermatitis-Syndrom ist eine sehr seltene angeborene Erkrankung mit den Hauptmerkmalen  einer nicht fortschreitenden Innenohr-Schwerhörigkeit kombiniert mit einer Atopischen Dermatitis.
Die Bezeichnung bezieht sich auf die Erstautoren der Erstbeschreibung aus dem Jahre 1967 bzw. 1968 durch die US-amerikanischen HNO-Ärzte Bruce W. Konigsmark (1928–1973), Mark B Hollander und Charles I Berlin.

## Verbreitung
Die Vererbung erfolgt autosomal-rezessiv.

## Klinische Erscheinungen
Klinische Kriterien sind:
- Innenohr-Schwerhörigkeit ab Kindesalter ohne Progredienz
- atopische Dermatitis mit papulösen, erythematösen, juckenden Veränderungen an Ellbogengelenk und Händen
- eventuell ichthyosiforme Veränderungen